# Bolesław (powiat Olkuski)
Bolesław is een dorp in het Poolse woiwodschap Klein-Polen, in het district Olkuski. De plaats maakt deel uit van de gemeente Bolesław en telt 2500 inwoners.